# Ketripor Hill
Der Ketripor Hill (englisch; bulgarisch хълм Кетрипор chalm Ketripor) ist ein vereister und 800 m hoher Hügel im Nordwesten der Trinity-Insel im Palmer-Archipel vor der Westküste der Antarktischen Halbinsel. Er ragt 3,3 km südsüdöstlich des Kap Wollaston, 3,5 km westlich des Albatros Point und 2,1 km nordwestlich des Tower Hill auf. Die Saldobisa Cove liegt nordwestlich und die Olusha Cove südwestlich von ihm. Seine steilen Nord- und Osthänge sind teilweise unvereist.
Britische Wissenschaftler kartierten sie 1978. Die bulgarische Kommission für Antarktische Geographische Namen benannte sie 2018 nach Ketripor, König der Thraker von 352 v. Chr. bis 347 v. Chr.